# Anton Dolenc (zdravnik)
Anton Dolenc, slovenski zdravnik specialist za sodno medicino, patologijo in deontologijo, slikar * 13. junij 1930, Rečica ob Savinji, † 1. februar 2013, Ljubljana.

## Življenje in delo
Študij medicine je končal 1957 na ljubljanski Medicinski fakulteti.  Strokovno se je izpopolnjeval na Dunaju (1963–64) in Beogradu (1967). Kot sodelavec Inštituta za sodno medicino Medicinske fakultete v Ljubljani (1960–76) in sodni izvedenec se je posvečal predvsem vprašanju samomora, množičnim nesrečam, prometnim nezgodam otrok in letalskim nesrečam. Kot predstojnik Inštituta za patologijo Medicinske fakultete v Ljubljani (1977–88) je nadaljeval razločevanje klinične patologije in obnovil inštitut. Leta 1983 je postal redni profesor na ljubljanski Medicinski fakulteti in 1986−98 predstojnik Inštituta za sodno medicino Medicinske fakultete v Ljubljani. V letih 1967−76 in 1992−96 je bil predsednik Slovenskega zdravniškega društva, od 1980 tudi njegov častni član. Napisal je več kot 150 znanstvenih in okoli 150 poljudnoznanstvenih člankov.